# Temporada 2023 del Campeonato Mundial de Rallycross de la FIA
El Campeonato Mundial de Rallycross de la FIA 2023 fue la décima temporada del Campeonato Mundial de Rallycross de la FIA. La temporada estuvo compuesta de seis rondas simples y dos rondas dobles, comenzando el fin de semana del 3 al 4 de junio en la Pista Automóvel de Montalegre en Portugal y terminando el fin de semana del 11 al 12 de noviembre en el World RX de China.
El 21 de julio, en el Circuito de Lydden Hill en Canterbury, el garaje del Special ONE Racing quedó completamente destruido en un incendio. Los dos coches eléctricos Lancia Delta Evo-E RX del equipo quedaron completamente destruidos. Nadie resultó herido en el incendio. Por este motivo, el World RX del Reino Unido fue posteriormente cancelado para la clase RX1e mientras se investigaba la causa. El Special ONE Racing se retiró de las últimas seis rondas de la temporada como resultado del incidente.
El 31 de julio, el World RX de Benelux también fue cancelado para la clase RX1e, ya que aún se estaban investigando cuál fue la causa del incendio de Lydden Hill. Posteriormente, se confirmó que Johan Kristoffersson, Ole Christian Veiby, Timmy Hansen y Kevin Hansen participarían en la clase RX2e en el evento.
El 1 de septiembre, se anunció que las últimas cuatro rondas de la temporada en Hong Kong y Sudáfrica continuarían con los pilotos de la clase RX1e compitiendo en el automóvil ZEROID X1 utilizado en la clase RX2e.

## Calendario
El 7 de diciembre de 2022, se anunció el calendario provisional de 2023 durante las decisiones del Consejo Mundial de Automovilismo de la FIA. Se emitió una actualización del calendario el 3 de marzo de 2023. El 21 de marzo, se anunció el World RX de China como final de temporada. El evento organizado en Hong Kong marcará la primera ronda de campeonato en la región de Asia-Pacífico.
| Ronda | Evento                       | Fecha              | Circuito                                        | Clase | Piloto ganador            | Equipo ganador                  |
| ----- | ---------------------------- | ------------------ | ----------------------------------------------- | ----- | ------------------------- | ------------------------------- |
| 1     | World RX de Portugal         | 3–4 de junio       | Pista Automóvel de Montalegre, Montalegre       | RX1e  | Johan Kristoffersson      | Volkswagen Dealerteam BAUHAUS   |
| 2     | World RX de Noruega          | 17–18 de junio     | Lånkebanen, Hell                                | RX1e  | Johan Kristoffersson      | Volkswagen Dealerteam BAUHAUS   |
| 2     | World RX de Noruega          | 17–18 de junio     | Lånkebanen, Hell                                | RX2e  | Isak Sjökvist             | #Yellowsquad                    |
| 3     | World RX de Suecia           | 1–2 de julio       | Höljesbanan, Höljes                             | RX1e  | Johan Kristoffersson      | Volkswagen Dealerteam BAUHAUS   |
| 3     | World RX de Suecia           | 1–2 de julio       | Höljesbanan, Höljes                             | RX2e  | Ole Henry Steinsholt      | Ole Henry Steinsholt            |
| 4     | World RX del Reino Unido     | 22–23 de julio     | Circuito de Lydden Hill, Canterbury             | RX1e  | Ronda cancelada           | Ronda cancelada                 |
| 4     | World RX del Reino Unido     | 22–23 de julio     | Circuito de Lydden Hill, Canterbury             | RX2e  | Tommi Hallman             | SET Promotion                   |
| 5     | World RX de Benelux          | 5–6 de agosto      | Circuit Jules Tacheny Mettet, Mettet            | RX1e  | Ronda cancelada           | Ronda cancelada                 |
| 5     | World RX de Benelux          | 5–6 de agosto      | Circuit Jules Tacheny Mettet, Mettet            | RX2e  | Mikaela Åhlin-Kottulinsky | Team E KMS                      |
| 6     | World RX de Alemania         | 19–20 de agosto    | Estering, Buxtehude                             | RX1e  | Ronda cancelada           | Ronda cancelada                 |
| 6     | World RX de Alemania         | 19–20 de agosto    | Estering, Buxtehude                             | RX2e  | Tommi Hallman             | SET Promotion                   |
| 7     | World RX de Sudáfrica        | 7–8 de octubre     | Killarney Motor Racing Complex, Ciudad del Cabo | RX1e  | Johan Kristoffersson      | Volkswagen Dealerteam BAUHAUS   |
| 8     | World RX de Sudáfrica        | 7–8 de octubre     | Killarney Motor Racing Complex, Ciudad del Cabo | RX1e  | Timo Scheider             | ALL-INKL.COM Münnich Motorsport |
| 9     | World RX de Hong Kong, China | 11–12 de noviembre | Circuito callejero de Hong Kong, Hong Kong      | RX1e  | Kevin Hansen              | Hansen World RX Team            |
| 10    | World RX de Hong Kong, China | 11–12 de noviembre | Circuito callejero de Hong Kong, Hong Kong      | RX1e  | Johan Kristoffersson      | Volkswagen Dealerteam BAUHAUS   |

## Cambios y novedades
- Después de haber probado un nuevo formato de fin de semana en 2022 se ajustó nuevamente para la temporada 2023. La estructura del fin de semana se revirtió a un sistema de cuatro eliminatorias de cinco autos (reducida a tres eliminatorias en rondas dobles), con dos semifinales y una final con seis autos cada una usando una parrilla escalonada. Los entrenamientos libres reemplazaron al shakedown como la primera sesión del fin de semana. La Superpole se mantuvo de la temporada 2022. La serie 2 tendrá a los pilotos más rápidos de la serie 1 en primer lugar, mientras que las series 3 y 4 tendrán a los conductores más lentos de la serie anterior en primer lugar. Al final de las eliminatorias, los 3 mejores pilotos en el ranking de eliminatorias recibirán puntos de campeonato; 3 al ganador de la clasificación de la series, 2 al segundo y 1 al tercero.
- El automóvil ZEROID X1 utilizado en la clase Rx2e recibió un aumento de potencia de 250kW a 270kW, con 80kW adicionales disponibles para los pilotos en un "modo de refuerzo" para ayudar a adelantar.

## Equipos y pilotos

### RX1e
| Constructor      | Equipo                             | Automóvil             | No. | Piloto                    | Rondas | Ref.          |
| ---------------- | ---------------------------------- | --------------------- | --- | ------------------------- | ------ | ------------- |
| GCK Performance  | Special ONE Racing                 | Lancia Delta Evo-E RX | 9   | Sébastien Loeb            | 1–4    | [ 9 ]         |
| GCK Performance  | Special ONE Racing                 | Lancia Delta Evo-E RX | 36  | Guerlain Chicherit        | 1–4    | [ 8 ]         |
| Peugeot          | Hansen World RX Team               | Peugeot 208 RX1e      | 21  | Timmy Hansen              | 1–4    | [ 10 ]        |
| Peugeot          | Hansen World RX Team               | Peugeot 208 RX1e      | 71  | Kevin Hansen              | 1–4    | [ 10 ]        |
| PWR Racing       | Construction Equipment Dealer Team | PWR RX1e              | 12  | Klara Andersson           | 1–4    | [ 11 ]        |
| PWR Racing       | Construction Equipment Dealer Team | PWR RX1e              | 68  | Niclas Grönholm           | 1–4    | [ 12 ]        |
| SEAT             | ALL-INKL.COM Münnich Motorsport    | SEAT Ibiza RX1e       | 44  | Timo Scheider             | 1–4    | [ 13 ]        |
| Volkswagen       | Volkswagen Dealerteam BAUHAUS      | Volkswagen Polo RX1e  | 1   | Johan Kristoffersson      | 1–4    | [ 14 ]        |
| Volkswagen       | Volkswagen Dealerteam BAUHAUS      | Volkswagen Polo RX1e  | 17  | Gustav Bergström          | 1–3    | [ 14 ]        |
| Volkswagen       | Volkswagen Dealerteam BAUHAUS      | Volkswagen Polo RX1e  | 69  | Sondre Evjen              | 4      |               |
| Volkswagen       | Volkswagen Dealerteam BAUHAUS      | Volkswagen Polo RX1e  | 96  | Ole Christian Veiby       | 1–4    | [ 14 ]        |
| QEV Technologies | Volkswagen Dealerteam BAUHAUS      | ZEROID X1             | 1   | Johan Kristoffersson      | 7–10   | [ 14 ] [ 15 ] |
| QEV Technologies | Volkswagen Dealerteam BAUHAUS      | ZEROID X1             | 19  | Mikaela Åhlin-Kottulinsky | 9–10   | [ 16 ]        |
| QEV Technologies | Volkswagen Dealerteam BAUHAUS      | ZEROID X1             | 96  | Ole Christian Veiby       | 7–10   | [ 14 ] [ 15 ] |
| QEV Technologies | Hansen World RX Team               | ZEROID X1             | 7   | Patrick O'Donovan         | 9–10   | [ 17 ]        |
| QEV Technologies | Hansen World RX Team               | ZEROID X1             | 21  | Timmy Hansen              | 7–10   | [ 10 ] [ 15 ] |
| QEV Technologies | Hansen World RX Team               | ZEROID X1             | 71  | Kevin Hansen              | 7–10   | [ 10 ] [ 15 ] |
| QEV Technologies | Construction Equipment Dealer Team | ZEROID X1             | 12  | Klara Andersson           | 7–10   | [ 15 ]        |
| QEV Technologies | Construction Equipment Dealer Team | ZEROID X1             | 68  | Niclas Grönholm           | 7–10   | [ 15 ]        |
| QEV Technologies | ALL-INKL.COM Münnich Motorsport    | ZEROID X1             | 44  | Timo Scheider             | 7–10   | [ 15 ]        |
| QEV Technologies | ALL-INKL.COM Münnich Motorsport    | ZEROID X1             | 77  | René Münnich              | 7–10   | [ 18 ]        |

### RX2e
| Constructor | Equipo                   | Automóvil | No. | Piloto                    | Rondas | Ref.   |
| ----------- | ------------------------ | --------- | --- | ------------------------- | ------ | ------ |
| OMSE        | #Yellowsquad             | ZEROID X1 | 2   | Catie Munnings            | 1-3    | [ 19 ] |
| OMSE        | #Yellowsquad             | ZEROID X1 | 55  | Molly Taylor              | 4      |        |
| OMSE        | #Yellowsquad             | ZEROID X1 | 82  | Isak Sjökvist             | Todas  | [ 20 ] |
| OMSE        | Zeroid Motorsport        | ZEROID X1 | 5   | Pablo Suárez              | Todas  | [ 21 ] |
| OMSE        | Zeroid Motorsport        | ZEROID X1 | 28  | Filip Thorén              | Todas  | [ 22 ] |
| OMSE        | Zeroid Motorsport        | ZEROID X1 | 97  | Cristina Gutiérrez        | 1-2    | [ 23 ] |
| OMSE        | VMV Racing               | ZEROID X1 | 13  | Viktor Vranckx            | 1-3    | [ 24 ] |
| OMSE        | Team E KMS               | ZEROID X1 | 14  | Nils Andersson            | Todas  | [ 25 ] |
| OMSE        | Team E KMS               | ZEROID X1 | 19  | Mikaela Åhlin-Kottulinsky | Todas  | [ 26 ] |
| OMSE        | Acciona \| Sainz XE Team | ZEROID X1 | 44  | Laia Sanz                 | 1      | [ 27 ] |
| OMSE        | Ole Henry Steinsholt     | ZEROID X1 | 88  | Ole Henry Steinsholt      | Todas  | [ 28 ] |
| OMSE        | SET Promotion            | ZEROID X1 | 27  | Marko Muru                | 2, 4   | [ 29 ] |
| OMSE        | SET Promotion            | ZEROID X1 | 87  | Tommi Hallman             | 3, 5   |        |
| OMSE        | RuiSi Racing Team        | ZEROID X1 | 11  | Yan Zhang                 | 5      | [ 30 ] |
| OMSE        | Ugis Vitols              | ZEROID X1 | 26  | Roberts Vitols            | 3      | [ 31 ] |

## Clasificación

### Sistema de puntuación
| Posición | 1.º | 2.º | 3.º | 4.º | 5.º | 6.º | 7.º | 8.º | 9.º | 10.º | 11.º | 12.º | 13.º | 14.º | 15.º |
| -------- | --- | --- | --- | --- | --- | --- | --- | --- | --- | ---- | ---- | ---- | ---- | ---- | ---- |
| Puntos   | 20  | 16  | 13  | 12  | 11  | 10  | 9   | 8   | 7   | 6    | 5    | 4    | 3    | 2    | 1    |
| Series   | 3   | 2   | 1   |     |     |     |     |     |     |      |      |      |      |      |      |

### Campeonato Mundial de Rallycross de la FIA de Pilotos
| Pos. | Piloto                    | POR | NOR | SWE | GBR | BEL | GER | RSA | RSA | CHN | CHN | Puntos |
| ---- | ------------------------- | --- | --- | --- | --- | --- | --- | --- | --- | --- | --- | ------ |
| 1    | Johan Kristoffersson      | 1   | 1   | 1   | C   | C   | C   | 1   | 32  | 63  | 1   | 141    |
| 2    | Kevin Hansen              | 2   | 93  | 42  | C   | C   | C   | 2   | 23  | 1   | 73  | 104    |
| 3    | Niclas Grönholm           | 32  | 2   | 7   | C   | C   | C   | 5   | 6   | 2   | 52  | 94     |
| 4    | Timo Scheider             | 9   | 3   | 5   | C   | C   | C   | 3   | 1   | 3   | 8   | 89     |
| 5    | Ole Christian Veiby       | 4   | 6   | 3   | C   | C   | C   | 6   | 7   | 4   | 2   | 82     |
| 6    | Timmy Hansen              | 73  | 10  | 23  | C   | C   | C   | 42  | 4   | 9   | 4   | 78     |
| 7    | Klara Andersson           | 5   | 4   | 9   | C   | C   | C   | 7   | 5   | 5   | 6   | 71     |
| 8    | René Münnich              |     |     |     |     |     |     | 8   | 8   | 8   | 10  | 30     |
| 9    | Sébastien Loeb            | 6   | 5   | 8   | C   |     |     |     |     |     |     | 29     |
| 10   | Guerlain Chicherit        | 8   | 7   | 6   | C   |     |     |     |     |     |     | 27     |
| 11   | Patrick O'Donovan         |     |     |     |     |     |     |     |     | 7   | 3   | 22     |
| 12   | Gustav Bergström          | 10  | 8   | 10  |     | C   | C   |     |     |     |     | 20     |
| 13   | Mikaela Åhlin-Kottulinsky |     |     |     |     |     |     |     |     | 10  | 9   | 13     |
| -    | Sondre Evjen              |     |     |     | C   |     |     |     |     |     |     | -      |
| Pos. | Piloto                    | POR | NOR | SWE | GBR | BEL | GER | RSA | RSA | CHN | CHN | Puntos |

### Campeonato Mundial de Rallycross de la FIA de Equipos
| Pos. | Equipo                             | N.º | POR | NOR | SWE | GBR | BEL | GER | Puntos |
| ---- | ---------------------------------- | --- | --- | --- | --- | --- | --- | --- | ------ |
| 1    | Volkswagen Dealerteam BAUHAUS      | 1   | 1   | 1   | 1   | C   | C   | C   | 104    |
| 1    | Volkswagen Dealerteam BAUHAUS      | 52  | 4   | 6   | 3   | C   | C   | C   | 104    |
| 2    | Construction Equipment Dealer Team | 12  | 5   | 4   | 9   | C   | C   | C   | 72     |
| 2    | Construction Equipment Dealer Team | 68  | 32  | 2   | 7   | C   | C   | C   | 72     |
| 3    | Hansen World RX Team               | 21  | 73  | 10  | 23  | C   | C   | C   | 71     |
| 3    | Hansen World RX Team               | 71  | 2   | 93  | 42  | C   | C   | C   | 71     |
| 4    | Special ONE Racing                 | 9   | 6   | 5   | 8   | C   |     |     | 46     |
| 4    | Special ONE Racing                 | 36  | 8   | 7   | 6   | C   |     |     | 46     |
| Pos. | Equipo                             | N.º | POR | NOR | SWE | GBR | BEL | GER | Puntos |

### RX2e
| Pos. | Piloto                    | NOR | SWE | GBR | BEL | GER | Puntos |
| ---- | ------------------------- | --- | --- | --- | --- | --- | ------ |
| 1    | Nils Andersson            | 2   | 52  | 52  | 32  | 23  | 76     |
| 2    | Isak Sjökvist             | 1   | 3   | 9   | 5   | 32  | 69     |
| 3    | Mikaela Åhlin-Kottulinsky | 3   | 4   | 7   | 1   | 7   | 66     |
| 4    | Pablo Suárez              | 4   | 8   | 4   | 7   | 5   | 52     |
| 5    | Ole Henry Steinsholt      | 10  | 13  | 3   | 4   | 8   | 50     |
| 6    | Filip Thorén              | 6   | 6   | 8   | 6   | 4   | 50     |
| 7    | Tommi Hallman             |     |     | 1   |     | 1   | 46     |
| 8    | Viktor Vranckx            | 93  | 21  | 23  |     |     | 44     |
| 9    | Marko Muru                |     | 7   |     | 23  |     | 26     |
| 10   | Catie Munnings            | 7   | 9   | 10  |     |     | 22     |
| 11   | Molly Taylor              |     |     |     | 8   | 6   | 18     |
| 12   | Cristina Gutiérrez        | 5   | 10  |     |     |     | 17     |
| 13   | Roberts Vitols            |     |     | 6   |     |     | 10     |
| 14   | Laia Sanz                 | 8   |     |     |     |     | 8      |
| 15   | Yan Zhang                 |     |     |     |     | 9   | 7      |
| Pos. | Piloto                    | NOR | SWE | GBR | BEL | GER | Puntos |